# Coulans-sur-Gée
Pour l’article homonyme, voir Coulans-sur-Lizon.
Coulans-sur-Gée est une commune française, située dans le département de la Sarthe en région Pays de la Loire, peuplée de 1 619 habitants.
La commune fait partie de la province historique du Maine, et se situe dans la Champagne mancelle.

## Géographie
Coulans-sur-Gée est une commune sarthoise du canton de Loué et de la communauté de communes Loué-Brûlon-Noyen, située à 15 km à l'ouest du Mans et bordée par la Gée, sur la route nationale 157, axe Paris-Brest.
Son territoire est contourné au Nord par l'autoroute A81, au Sud-Est par la LGV Bretagne-Pays de la Loire.
Très peu de transports en commun sont présents. Les Transports interurbains de la Sarthe (TIS) passent trois fois par jour pour aller au Mans, deux fois le matin et une fois le midi. Pour le retour, il y a quatre TIS partant de l'autogare du Mans.
| Amné           | Neuvy-en-Champagne | La Quinte           |
| Brains-sur-Gée | Coulans-sur-Gée    | Chaufour-Notre-Dame |
| Souligné-Flacé | Souligné-Flacé     | Chaufour-Notre-Dame |

### Climat
Pour des articles plus généraux, voir Climat des Pays de la Loire et Climat de la Sarthe.
En 2010, le climat de la commune est de type climat océanique dégradé des plaines du Centre et du Nord, selon une étude du CNRS s'appuyant sur une série de données couvrant la période 1971-2000. En 2020, Météo-France publie une typologie des climats de la France métropolitaine dans laquelle la commune est exposée à un climat océanique et est dans la région climatique  Moyenne vallée de la Loire, caractérisée par une bonne insolation (1 850 h/an) et un été peu pluvieux. 
Pour la période 1971-2000, la température annuelle moyenne est de 11 °C, avec une amplitude thermique annuelle de 14,3 °C. Le cumul annuel moyen de précipitations est de 732 mm, avec 11,9 jours de précipitations en janvier et 7 jours en juillet. Pour la période 1991-2020, la température moyenne annuelle observée sur la station météorologique de Météo-France la plus proche, sur la commune du Mans à 14 km à vol d'oiseau, est de 12,4 °C et le cumul annuel moyen de précipitations est de 693,4 mm,. Pour l'avenir, les paramètres climatiques de la commune estimés pour 2050 selon différents scénarios d'émission de gaz à effet de serre sont consultables sur un site dédié publié par Météo-France en novembre 2022.

## Urbanisme

### Typologie
Au 1er janvier 2024, Coulans-sur-Gée est catégorisée bourg rural, selon la nouvelle grille communale de densité à sept niveaux définie par l'Insee en 2022.
Elle est située hors unité urbaine. Par ailleurs la commune fait partie de l'aire d'attraction du Mans, dont elle est une commune de la couronne,. Cette aire, qui regroupe 144 communes, est catégorisée dans les aires de 200 000 à moins de 700 000 habitants,.

### Occupation des sols
L'occupation des sols de la commune, telle qu'elle ressort de la base de données européenne d’occupation biophysique des sols Corine Land Cover (CLC), est marquée par l'importance des territoires agricoles (88,6 % en 2018), en diminution par rapport à 1990 (89,8 %). La répartition détaillée en 2018 est la suivante : 
prairies (48,3 %), terres arables (35,4 %), forêts (8,6 %), zones agricoles hétérogènes (4,9 %), zones urbanisées (2,3 %), espaces verts artificialisés, non agricoles (0,5 %). L'évolution de l’occupation des sols de la commune et de ses infrastructures peut être observée sur les différentes représentations cartographiques du territoire : la carte de Cassini (XVIIIe siècle), la carte d'état-major (1820-1866) et les cartes ou photos aériennes de l'IGN pour la période actuelle (1950 à aujourd'hui).

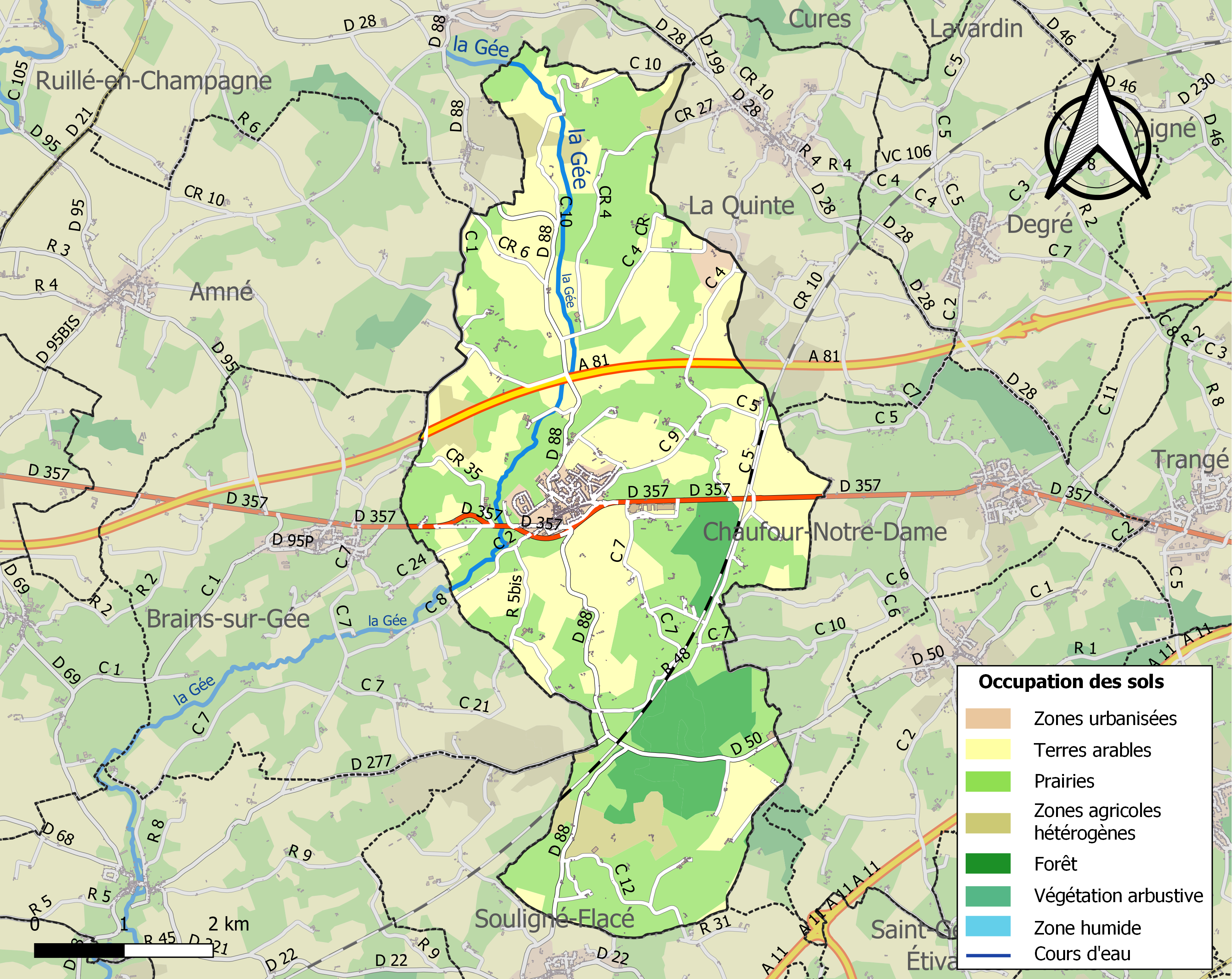
Carte des infrastructures et de l'occupation des sols de la commune en 2018 (CLC).

## Toponymie
Le nom de la localité est attesté sous les formes de Colinno au IXe siècle et Colans en 1096. Le toponyme peut être issu d'un anthroponyme germanique tel que Gozlinus (cf. nom de famille Josselin), ou du celtique kol-enno, c'est-à-dire du gaulois *colino, « houx ».
Le locatif sur-Gée est ajouté en 1933.
Le gentilé est Coulanais.

## Histoire
Coulans est le siège d'une ancienne baronnie dépendant du comté de La Suze ; la terre de Coulans appartenait au Moyen Âge à la famille de Baudouin de Champagne.

## Politique et administration

### Tendances politiques
Aux élections présidentielles, les votes de la commune épousent souvent les tendances observées au niveau national, avec un petit avantage à la droite. Au second tour de l'élection de 2002, Jacques Chirac y obtient 85,88% des suffrages exprimés, contre 14,12% à Jean-Marie Le Pen. A l'élection de 2007, la commune place Nicolas Sarkozy et François Bayrou aux deux premières places. Au second tour, Nicolas Sarkozy y domine nettement Ségolène Royal (58,29% contre 41,71%, dans un écart plus marqué qu'au niveau national). En 2012, la commune place François Hollande en tête des suffrages du premier tour, comme au niveau national, et favorise ce même candidat au second tour, contre Nicolas Sarkozy (51,89% pour le candidat socialiste contre 48,11% pour le président sortant, dans des scores assez proches de ceux observés au niveau national). En 2017, le candidat de droite François Fillon, originaire du département, se classe premier à l'issue du premier tour (29,14% des suffrages, loin devant Emmanuel Macron, Jean-Luc Mélenchon et Marine Le Pen). Au second tour, Emmanuel Macron y obtient 65,90% des suffrages contre la candidate d’extrême droite Marine Le Pen (34,10%), dans des proportions assez proches de celles du niveau national.

### Vie politique locale
| Période                                  | Période  | Identité           | Étiquette | Qualité                |
| ---------------------------------------- | -------- | ------------------ | --------- | ---------------------- |
| 1983                                     | 2014     | Jean-Claude Perrot | SE        | Enseignant             |
| 2014                                     | En cours | Michel Briffault   | SE        | Responsable commercial |
| Les données manquantes sont à compléter. |          |                    |           |                        |

Le conseil municipal est composé de dix-neuf membres dont le maire et quatre adjoints.

## Démographie
L'évolution du nombre d'habitants est connue à travers les recensements de la population effectués dans la commune depuis 1793. Pour les communes de moins de 10 000 habitants, une enquête de recensement portant sur toute la population est réalisée tous les cinq ans, les populations de référence des années intermédiaires étant quant à elles estimées par interpolation ou extrapolation. Pour la commune, le premier recensement exhaustif entrant dans le cadre du nouveau dispositif a été réalisé en 2006.
En 2022, la commune comptait 1 619 habitants, en évolution de −1,46 % par rapport à 2016 (Sarthe : −0,25 %, France hors Mayotte : +2,11 %).
Coulans a compté jusqu'à 1 904 habitants en 1841.
| 1793  | 1800  | 1806  | 1821  | 1831  | 1836  | 1841  | 1846  | 1851  |
| ----- | ----- | ----- | ----- | ----- | ----- | ----- | ----- | ----- |
| 1 554 | 1 494 | 1 665 | 1 791 | 1 891 | 1 846 | 1 904 | 1 867 | 1 885 |

| 1856  | 1861  | 1866  | 1872  | 1876  | 1881  | 1886  | 1891  | 1896  |
| ----- | ----- | ----- | ----- | ----- | ----- | ----- | ----- | ----- |
| 1 852 | 1 829 | 1 750 | 1 701 | 1 685 | 1 565 | 1 519 | 1 435 | 1 520 |

| 1901  | 1906  | 1911  | 1921  | 1926  | 1931  | 1936 | 1946  | 1954 |
| ----- | ----- | ----- | ----- | ----- | ----- | ---- | ----- | ---- |
| 1 410 | 1 324 | 1 250 | 1 085 | 1 115 | 1 061 | 992  | 1 019 | 891  |

| 1962 | 1968 | 1975 | 1982 | 1990  | 1999  | 2006  | 2011  | 2016  |
| ---- | ---- | ---- | ---- | ----- | ----- | ----- | ----- | ----- |
| 928  | 903  | 843  | 819  | 1 069 | 1 095 | 1 343 | 1 615 | 1 643 |

| 2021  | 2022  | - | - | - | - | - | - | - |
| ----- | ----- | - | - | - | - | - | - | - |
| 1 633 | 1 619 | - | - | - | - | - | - | - |

## Économie
Quelques entreprises sont situées à Coulans, comme Polymoule, Galva 72, Cosnet, le siège social de La Coopérative agricole des fermiers de Loué (Cafel), le siège de LC Dévelopment (économie de la construction). Elles sont bien desservies par le fait d’être placées sur la départementale. L'essentiel des services est assuré sur le territoire : poste, gendarmerie, office notarial, boulangerie, restaurant, bar, médecin, pharmacie, kinésithérapeute, infirmière, EHPAD, maison familiale rurale, foyer pour autistes, écoles maternelle et primaire, carrosserie...

## Foyer d'autiste "Le Verger"
Le foyer d'accueil médicalisé " Le Verger ", est un établissement médico-social de 25 lits et places, géré par l'Association de l'Hygiène Sociale de la Sarthe. Il est placé sous le contrôle conjoint de l’ARS Pays de la Loire et du conseil général de la Sarthe.
Les personnes accueillies sont, sur orientation MDPH (Maison départementale des personnes handicapées), des adultes hommes et femmes de plus de 18 ans (avec dérogation à partir de 16 ans) présentant des troubles du spectre autistique n’ayant pu acquérir un minimum d’autonomie et justifiant une surveillance médicale et des soins constants financés par l’assurance maladie/CNSA ou ne justifiant pas la prise en charge complète par l’assurance maladie/CNSA mais nécessitant une certaine médicalisation concrétisée par une orientation FAM ou MAS.

## Lieux et monuments
- L'église Saint-Martin. Deux plaques funéraires sont classées à titre d'objets aux Monuments historiques[27].
- Le château de Coulans, appartenant au Moyen Âge à la famille seigneuriale de Baudouin de Champagne. Il est inscrit au titre des monuments historiques[28]. Il était le siège d'une baronnie dépendant du comté de La Suze. La terre de Coulans appartenait au XVIIe siècle à la famille de Champagne. Louis XV donna 5 000 écus d'or au seigneur du château qui y fit construire la chapelle en 1776. Les façades et toitures du château sont inscrites aux monuments historiques, depuis un arrêté du 10 avril 1980[29].
- Le manoir de Courteille a été édifié sous le règne de Louis XIV, entre 1662 et 1701.

## Activité et manifestations

### Jumelages
- Beregoungou (Mali). Une « correspondance » régulière a donné lieu à une totale implication des élèves, des parents et autres acteurs communaux ou municipaux.

### Manifestations
- Fest noz, festival damada : festival de danse et musiques à danser se déroulant sur la commune.

## Personnalités liées à la commune
- Baudouin de Champagne, mort en 1560, seigneur de Coulans et baron de La Suze, noble de l'Anjou et du Maine.
- Baron Jules-Paul Pasquier, préfet, conseiller d'état, mort en son château de Coulans.
- Françoise Dubois (née en 1947 à Coulans-sur-Gée), femme politique.